# Ferslev (Frederikssund Kommune)
 For alternative betydninger, se Ferslev. (Se også artikler, som begynder med Ferslev)
Ferslev er en landsby i Nordsjælland med 275 indbyggere  (2024). Ferslev er beliggende på Hornsherred fem kilometer vest for Skibby og 18 kilometer sydvest for Frederikssund. Byen ligger i Frederikssund Kommune og tilhører Region Hovedstaden. I Ferslev findes Ferslev Skole.
Landsbyen er beliggende i Ferslev Sogn og Ferslev Kirke ligger i bebyggelsen. Før kommunalreformen i 2007 var Ferslev beliggende i Skibby Kommune.